# Fred Keller
Fred Keller - voluit Frederick Simmons Keller - (Rural Grove, 2 januari 1899  - Chapel Hill (North Carolina), 2 februari 1996) was een Amerikaans gedragsanalytisch georiënteerd psycholoog. Hij had een belangrijke rol in de vroege ontwikkeling van de experimentele gedragsanalyse en schreef samen met William Nathan Schoenfeld het standaardwerk Principles of psychology. Keller werd vooral bekend voor zijn nieuwe onderwijsmethodiek.

## Studies en werk
Fred Keller werd geboren in Montgomery County (New York). Zijn vader was een verkoper en de familie verhuisde meermaals. Na het beëindigen van zijn middelbare studies (highschool) ging hij aan de slag als telegrambezorger en in 1917 ook als telegrafist bij het telegrafiebedrijf Western Union Telegraph Company in Saranac Lake.
In januari 1918 ging hij in het Amerikaans leger en korte tijd later werd hij naar Europa gestuurd om deel te nemen aan de Eerste Wereldoorlog. Eerst was hij gevestigd in Frankrijk en later trok hij met het Amerikaanse bezettingsleger mee naar Duitsland. In augustus 1919 zwaaide hij af als sergeant.
In september 1919 volgde hij een jaar sportstudies aan het Goddard College in Barre (Vermont), waar hij zich toelegde op voetbal, basketbal en lopen. Van studeren kwam weinig in huis. Een jaar later, eind 1920, studeerde hij aan de Tuftsuniversiteit - met Engelse literatuur als hoofdvak - doch eveneens zonder succes. Hij onderbrak zijn studies dan om een jaar te gaan werken bij een uitgeverij, waarna hij terugkeerde naar de Tuftsuniversiteit om daar eind 1922 de studies terug aan te vatten. In 1926 behaalde hij daar zijn graduaat. Vervolgens mocht hij verder psychologie studeren aan de Harvard-universiteit. Tegelijk kreeg hij gedurende twee jaar een deeltijdse onderwijsopdracht aan de Tuftsuniversiteit. Na die twee jaar werd hij laboratoriumassistent aan Harvard. Edwin Boring was zijn belangrijkste professor, maar het meeste invloed onderging hij van Walter Hunter. In 1928 behaalde hij zijn master aan Harvard en 1931 zijn doctoraatstitel. Zijn proefschrift ging over "symbolische processen" bij de witte rat.
In volle crisisperiode vond hij dan een job als docent aan de Colgate University. Daar bleef hij zeven jaar. Hij schreef er het boek "The definition of psychology", wat hem in 1938 aan een baan hielp als docent aan Columbia-universiteit. Daar zou hij 26 jaar blijven tot zijn emeritaat in 1964. Pas in 1960 werd hij er gewoon hoogleraar.
In 1961, enkele jaren voor zijn pensionering, kreeg hij een uitnodiging om aan de Braziliaanse Universiteit van São Paulo aan de slag te gaan als gastprofessor. Met de steun van het Amerikaanse Fulbright-programma verbleef hij er een jaar, waarbij hij zich toelegde op het bekend maken van de bekrachtigingstheorie bij studenten. De banden met Brazilië bleven zeer sterk en in 1963 hielp hij bij het uitbouwen van de psychologiefaculteit aan de nieuw opgerichte Universiteit van Brasilia. Ook in 1964 werkte hij daaraan verder.
Na zijn pensionering aan de Columbia-universiteit verbond Keller zich aan de Arizona State University om zijn onderwijssysteem verder te ontwikkelen. In 1967 stopte hij ook daar en werd korte tijd "visitor" aan het Institute for Behavioral Research te Silver Spring, Maryland. Daar schreef hij zijn bekendste artikel: "Good-bye, teacher..." Vervolgens was hij van 1968 tot 1973 verbonden aan de Western Michigan University en daarna tot 1976 aan het Center for Personalized Instruction aan de Universiteit van Georgetown. Tot zijn dood in 1996 bleef hij tot slot gelieerd aan de Universiteit van North Carolina.

## Gedragsanalyse
Fred Keller was een behaviorist. Reeds tijdens zijn studies te Harvard werd hij bevriend met B.F. Skinner, toen een jongere medestudent. Deze vriendschap bleef levenslang duren. Net als Skinner werkte Keller verder rond het bekrachtigingsleren (operante conditionering). Keller paste dit onder meer toe op het gebied van onderwijs. Voor zijn psychologielessen werkte hij samen met Schoenfeld nieuwe methodes uit, waarbij zijn studenten onder meer experimenteel onderzoek moesten doen met een eigen rat (het "rat lab"). De cursus werd uitgegeven als een boekwerk, dat jaren als een standaardwerk voor de gedragsanalyse gold: Principles of psychology (regelmatig benoemd als "the K&S", naar de auteurs). Keller introduceerde de gedragsanalyse in Brazilië en hielp gedurende meerdere jaren aan de uitbouw daarvan. Hij was daarbij initiatiefnemer voor de eerste officiële vertaling van termen uit de operante conditionering naar het Portugees.
Keller was in de eerste plaats geen onderzoeker, maar vooral een docent en iemand die onderzoek stimuleerde. Domeinen waarop hij bekendheid verwierf waren het aanleren van morse-code, maar vooral een nieuwe leermethode voor in het onderwijs.

### Morse
Tijdens zijn eerste job als berichtenbezorger bij een telegrafiebedrijf had Keller op een eigen manier de morsecode van buiten geleerd. Dit kostte hem veel moeite omdat hij geen gepaste leermethode had en dat bleef hem altijd bij. Later, tijdens de Tweede Wereldoorlog, ging hij terug aan de slag rond het leren van codes en zocht naar een meer efficiënte leermethode op basis van operante conditionering. Samen met collega's ontwikkelde hij aan de Columbia-universiteit het efficiënte "code-voice"-systeem om nieuwkomers te trainen in morse. De morse-studenten kregen losse codes die ze dan moesten herkennen, in plaats van een hele reeks. Daarbij kregen ze steeds zeer snel feedback (bekrachtiging). In 1990 gebeurde in opdracht van het Amerikaans leger hierover nog een replicatieonderzoek, eveneens met positieve bevindingen.

### Personalized system of instruction
Bij de uitbouw van de psychologiefaculteit aan de Universiteit van Brasilia mocht Keller in alle vrijheid te werk gaan. In deze context ontwikkelde hij samen met enkele collega's - vooral met J. Gilmour Sherman - het "personalized system of instruction" (regelmatig afgekort als PSI), ook het "Keller Plan" genoemd. PSI is een op de gedragsanalyse gestoelde onderwijsmethode die Keller rond de jaren 1962-1967 ontwikkelde samen met collega's. In het systeem stond niet de leraar centraal, maar het gedrag en kennis van de student. Heel wat onderzoek bevestigde de effectiviteit van de methode, die nog steeds toegepast wordt. Tegelijk botste de methode op heel wat weerstand van leraars die het klassieke onderwijssysteem wilden behouden.
In de jaren 1980 ontwikkelde R. Douglas Greer een verwante onderwijstechnologie, onder meer gebaseerd op PSI: de Comprehensive Application of Behavior Analysis to Schooling (CABAS).

## Privé
Keller trouwde een eerste keer in 1926. In 1931 scheidde hij van zijn eerste vrouw. In 1936 huwde hij een tweede keer. Keller bleef gehuwd tot zijn dood. Het koppel kreeg in 1937 een dochter en in 1941 een zoon. Keller had ook vijf kleinkinderen en een achterkleinkind.
Fred Keller overleed in 1996 op 97-jarige leeftijd ten gevolge van blaaskanker thuis in aanwezigheid van zijn familie.

## Erkenning
- In 1948 ontving Keller de President's Certificate of Merit van president Harry S. Truman voor zijn "code-voice"-werk (aanleren van morse).
- In 1970 won hij de Distinguished Contributions to Education in Psychology Award van de American Psychological Foundation.[9]
- In 1976 won hij de Distinguished Contribution for Applications in Psychology Award van de American Psychological Association.
- In 1986 werd in Yonkers (New York) een kleuterschool geopend die volledig op gedragsanalytische leest werd geschoeid. De school werd de "Fred S. Keller School" genoemd.[10][11] Later werd er nog een tweede geopend te Palisades (New York).
- Sinds 1994 reikt Division 25 van de American Psychological Association jaarlijks een prijs uit aan een persoon die een uitzonderlijke bijdrage leverde aan onderzoek en praktijk van het onderwijs. Deze prijs werd genoemd naar Keller: de "Fred S. Keller Behavioral Education Award".[12]

- Catàleg d'autoritats de noms i títols de Catalunya: 981058513031406706
- International Standard Name Identifier: 0000 0001 1045 5795
- Library of Congress Control Number: n50048117
- Nationale Bibliotheek van Israël: 987007276542005171
- Nederlandse Thesaurus van Auteursnamen: 068495293
- SNAC: w6v726m9
- Système universitaire de documentation: 087792281
- Virtual International Authority File: 23386787
- WorldCat: E39PBJpjgkjqrHqMvpMrwhcdcP